# Pyrenula cocoës
Pyrenula cocoës är en lavart som beskrevs av Müll. Arg. Pyrenula cocoës ingår i släktet Pyrenula och familjen Pyrenulaceae.   Inga underarter finns listade i Catalogue of Life.